# Residência Irmãos Gomes
A Residência Irmãos Gomes é uma construção projetada pelo arquiteto Rino Levi e projeto paisagístico de Burle Marx. Está localizado no distrito de Praia Grande, no município de Ubatuba, no estado de São Paulo.

## Tombamento
A edificação está tombado pelo Conselho de Defesa do Patrimônio Histórico - Condephaat por meio da Resolução 50 de 15 de setembro de 2005; inscrito no Livro do Tombo nº 352, p. 94 e 95, 4 de abril de 2006; Número do Processo:  48737/03.

## Histórico
A casa foi projetada pelo famoso arquiteto modernista brasileiro Rino Levi, enquanto seu projeto paisagístico foi de autoria de Burle Marx, em 1958, tendo sua construção finalizada no ano de 1962. Foi encomendado pelo Senador Severo Gomes com a intenção de ser sua casa de veraneio.
A casa passou por um período de abandono no final do século XX, e seus proprietários transformaram parte da propriedade em loteamento para os edifícios residências e empreendimentos comerciais que surgiam em Praia Grande. Isso resultou na destruição parcial dos jardins externos projetados por Burle Marx. Atualmente, a Residência Irmãos Gomes se encontra tombada.

## Arquitetura

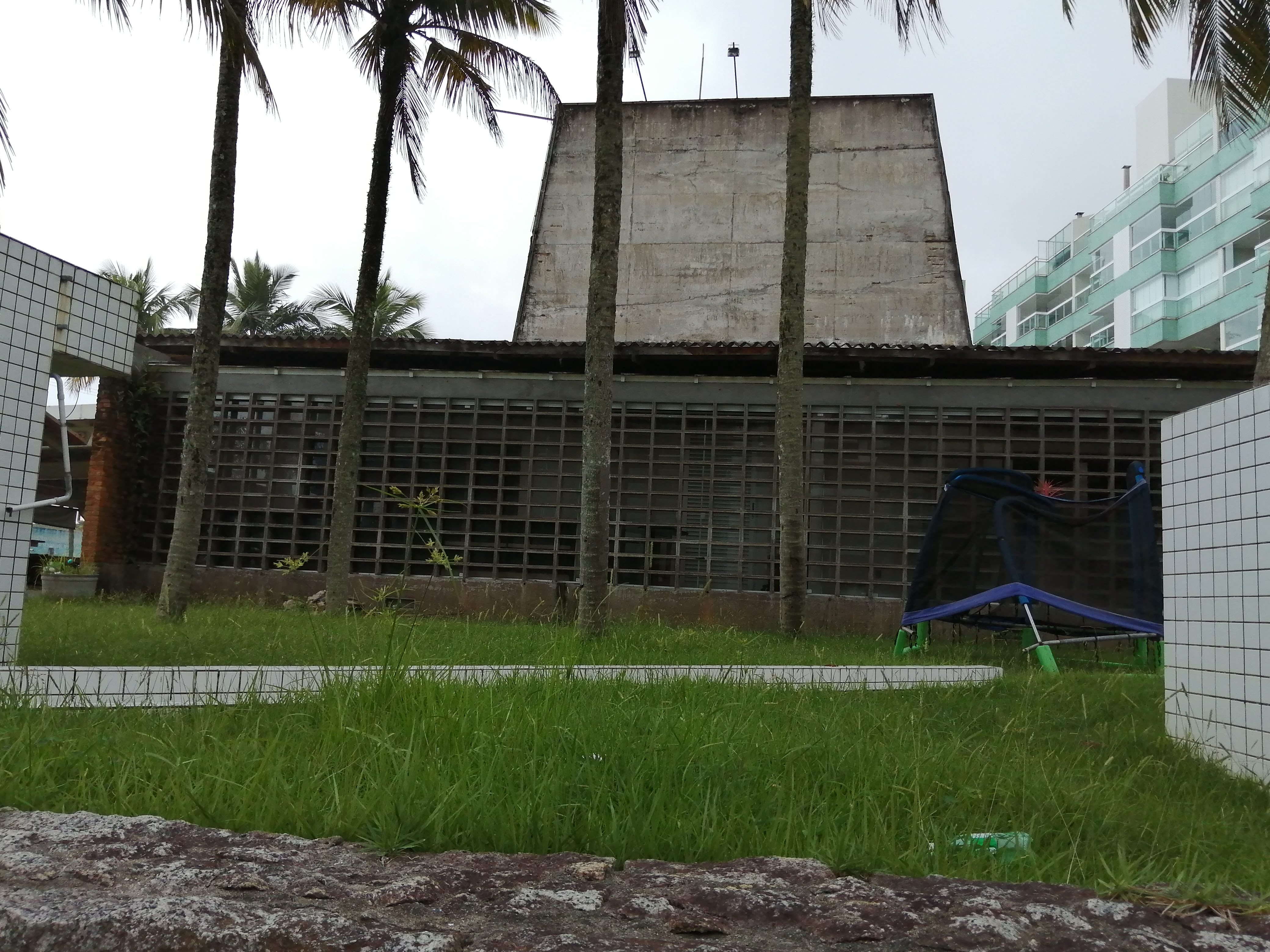
A residência em 2021.

A edificação situa-se num grande terreno plano entre montanha e a praia, cercado pela Mata Atlântica. Sua planta retangular tem numa das faces menores os dormitórios, e na outra os serviços. A sala ao centro tem um jardim, projetado por Burle Marx, separando-a dos serviços, e do outro lado estão os banheiros e os quartos. As paredes dos lados maiores da planta são constituídas por um plano opaco de tijolo aparente, que se interrompe na parte correspondente à sala para permitir a sua completa abertura. Toda a extensão dos dois lados da sala se abrem por grandes portas de correr, vazando totalmente o volume na direção da praia e da mata.
É considerado um dos principais expoentes da arquitetura moderna brasileira, por conta de sua interpretação particular dos princípios racionalistas na arquitetura, sempre considerando a continuidade espacial com a natureza, procurando conjugar a introspecção das casas urbanas com a contemplação da paisagem.